# Boudewijn de Geer
Boudewijn de Geer (La Haya, 24 de junio de 1955-27 de abril de 2024) fue un futbolista y entrenador de fútbol neerlandés que jugó en la posición de delantero. Era nieto del político Dirk Jan de Geer y padre del futbolista Mike de Geer.

## Inicio
De Geer comenzó su carrera futbolística en el HVV, pero pronto fue descubierto por el departamento juvenil de ADO. De Geer causó sensación allí. Estaba en el juvenil A, equipo en el que estaban Martin Jol y Tscheu La Ling. Bajo la dirección del entrenador Huib Ruygrok, este equipo se desarrolló tan rápidamente que varios muchachos pasaron al primer equipo. Este grupo A ganaría, entre otras cosas, el campeonato, la copa y el torneo de Martini en Groningen. Bajo la dirección de Evert Teunissen, De Geer debutó en el primer equipo del FC Den Haag. Esto sucedió en 1973. De Geer recibió un 7 de Voetbal International por su debut. Boudewijn de Geer se fue al HFC Haarlem en diciembre de 1975, lo que no fue un gran éxito. Más tarde se diría que De Geer había ido a Haarlem demasiado pronto y que su mal humor e impaciencia le habían jugado una mala pasada. En julio de 1975, De Geer fue retirado del FC Haarlem por su antiguo entrenador juvenil, Huib Ruygrok, para jugar en el Molde FK.

## Aventura noruega
De Geer se convirtió en el primer futbolista extranjero en la liga noruega y fue contratado como experto en informática, algo que en aquel momento era muy desconocido. De Geer encontró inmediatamente su lugar en Molde. Ya en noviembre de 1977, tras el final de la competición, se lo llevó el Lillestrøm SK, el mejor club de Noruega en ese momento. Allí De Geer ganó, entre otras cosas, el título nacional y la copa, y en 1979 De Geer abandonó el club porque tuvo un conflicto con el entrenador. De Geer se fue al Panathinaikos griego  pero no jugó ningún partido allí porque chocó con el entrenador František Fadrhonc.

## De Graafschap
De Geer se marchó al De Graafschap vía el Hércules CF español. Allí, De Geer se reunió con su antiguo entrenador Huib Ruygrok. De Geer estaba pasando por momentos difíciles en ese momento y pasó mucho tiempo en el banquillo. Al final, De Graafschap terminó sexto en Primera División y apenas pudo participar en los play-offs. En el último partido decisivo para el play-off contra el FC Den Bosch, De Geer sustituyó a un jugador popular y fue abucheado por el público del Graafschap. Pero el ambiente cambió cuando De Geer marcó dos goles contra Den Bosch y De Graafschap disparó a la Eredivisie.

## Formador/coordinador de jóvenes
De Geer terminó su carrera como jugador en HBS a nivel amateur. De Geer también comenzó a entrenar a jóvenes y sentó las bases de su carrera como entrenador. De Geer quedó impresionado por el método Coerver. De Geer entrenó a varios clubes de aficionados, incluidos HBS, RHC, ASC y Quick. De Geer permaneció en VV Quick durante diez años. Boudewijn de Geer fundó junto con Roel Timmer la academia juvenil de este club amateur. Bajo su liderazgo, varios jugadores ingresaron a las academias juveniles de organizaciones de fútbol profesional y varios equipos juveniles jugaron a nivel nacional. En 2002 se mudó a Blauw-Zwart para fundar allí la academia juvenil. En 2007, De Geer fue suspendido de sus funciones por la junta directiva de Blauw-Zwart tras una diferencia de opinión, después de haber anunciado su retirada como coordinador juvenil de Blauw-Zwart al final de la temporada. En la temporada 2007/2008, De Geer fue entrenador del D1 del Graaf Willem II VAC. Para la temporada 2008/2009 estuvo a cargo de la selección dominical.

## Escuela de fútbol propia
Boudewijn de Geer tenía su propia escuela de fútbol desde 2010.

## Muerte
De Geer murió el día 27 de abril del 2024 (día del Rey en Holanda) a la edad de 68 años. 

## Carrera

### Jugador
| Periodo   | Club            |
| --------- | --------------- |
| 1973–1976 | ADO Den Haag    |
| 1976–1977 | HFC Haarlem     |
| 1977      | Molde FK        |
| 1977–1979 | Lillestrøm SK   |
| 1979–1980 | Hércules CF     |
| 1980–1981 | De Graafschap   |
| 1983      | Brisbane Lions  |
| 1983-1984 | HVV Den Haag    |
| 1984-1985 | HBS Craeyenhout |

### Entrenador
| Periodo   | Club            |
| --------- | --------------- |
| 1986-1988 | ASC             |
| 1988-1989 | DFC Delfia      |
| 1989-1990 | RCH FC          |
| 1990-1991 | ADO Den Haag    |
| 1991-1993 | HBS Craeyenhout |
| 1993-1994 | Blauw-Zwart     |
| 1994-1996 | Quick           |
| 1997-1998 | RCL             |
| 1999-2001 | Quick           |